# Masayuki Toyoshima
Masayuki Toyoshima (豊島 将之) (né le 30 avril 1990 à Ichinomiya) est un joueur professionnel de shogi japonais. Il a notamment remporté le Meijin et le Ryuo, les deux tournois les plus prestigieux du shogi.

## Biographie

### Premières années
Toyoshima est né a Ichinomiya dans la préfecture d'Aichi le 30 avril 1990. il intègre la shōreikai (centre d'apprentissage des joueurs professionnel de shogi) au rang de 6 kyu sous la supervision de Kiyozumi Kiriyama à l'âge de neuf ans il est présenté par la NHK comme le plus précoce. Il obtient le statut professionnel au rang de 4 dan le 1e avril 2007, après avoir terminé premier ex aequo avec Kōta Kanai lors du 40e sandan rigu (octobre 2006 – mars 2007) avec un parcours de 14 victoires et 4 défaites.

### Carrière au shogi
Toyoshima obtient le statut de joueur professionnel en avril 2007.
Il dispute sa première finale de titre majeur en 2010 face à Toshiaki Kubo. Il perd par 2 victoires à 4,.
En 2014, Toyoshima se qualifie pour affronter Yoshiharu Habu en finale du Ōza, il perd par 2 victoires à 3,.
Il perd également 1-3 en 2015 face à Habu en finale du Kisei,.
En 2017 Toyoshima remporte le Chosen-sha kettei rigu sen ligue de qualification du 67e Osho. Il affronte Osho Toshiaki Kubo et perd par 4 défaites a 2
Toyoshima remporte son premier titre majeur en 2018 en battant Habu en finale de la 89e édition du Kisei
. Cette victoire a eu pour conséquence que pour la première fois depuis 1987 chacun des titres majeurs est détenu par un joueur différent. Cela ne dure cependant que peu de temps car Toyoshima remporte le Ōi par 4 victoires à 3.
En 2019 il remporte le Junnisen A, la ligue majeure du 77e Meijin, lui permettant de défier Amahiko Sato. Il s'impose par 4 victoires à 0. À la suite de cette victoire il détient trois couronnes simultanément.
Mais lors de la finale du 90e Kisei il s'incline face à Akira Watanabe par 3 défaites à 1.

### Palmarès

#### Titres majeurs
Masayuki Toyoshima  a remporté 8 titres majeur en en détenant jusqu'à 3 simultanément sur un total de 20 apparitions en finale jusqu'en 2023.
| Titre  | Victoires  | Nombre de victoires | finales perdues  |
| ------ | ---------- | ------------------- | ---------------- |
| Ryuo   | 2019, 2020 | 2                   | 2021             |
| Meijin | 2019       | 1                   | 2020, 2024       |
| Kisei  | 2018       | 1                   | 2015, 2019       |
| Ōi     | 2018       | 1                   | 2019, 2021, 2022 |
| Eiō    | 2019       | 1                   | 2020             |
| Ōshō   |            |                     | 2010, 2017       |
| Ōza    |            |                     | 2014, 2022       |

#### Titres mineurs
Toyoshima a remporté 5 titres secondaires.
| Titre              | Année           | Nombre de victoires |
| ------------------ | --------------- | ------------------- |
| Coupe NHK          | 2021            | 1                   |
| Ginga-sen          | 2019            | 1                   |
| Nihon Shogi series | 2016, 2020-2021 | 3                   |

#### Classement annuel des gains en tournoi
Toyoshima a figuré dans le Top 10 du classement annuel des joueurs de shogi remportant le plus de gains (ja) huit fois.
| Année | Montant gagné | Rang |
| ----- | ------------- | ---- |
| 2014  | 21 600 000 ¥  | 5e   |
| 2015  | 24 590 000 ¥  | 8e   |
| 2016  | 24 920 000 ¥  | 7e   |
| 2018  | 47 220 000 ¥  | 4e   |
| 2019  | 71 570 000    | 1e   |
| 2020  | 106 450 000   | 1e   |
| 2021  | 81 450 000    | 2e   |